# Got 'Til It's Gone
„Got 'Til It's Gone” este un cântec al interpretei americane Janet Jackson. Piesa a fost compusă de Jimmy Jam, Terry Lewis și Jackson, fiind inclusă cel de-al șaselea album discografic de studio al artistei, The Velvet Rope. „Got 'Til It's Gone” a devenit un hit la nivel mondial, ocupând locul 4 în Noua Zeelandă și locul 6 în Regatul Unit. În S.U.A., cântecul a fost lansat fără suportul unor compact discuri disponibile în magazinele de specialitate, activând doar pe baza difuzărilor.

## Clasamente
| Clasament                              | Poziția maximă | Referință |
| -------------------------------------- | -------------- | --------- |
| Australian Singles Chart               | 10             | [ 2 ]     |
| Austrian Singles Chart                 | 21             | [ 2 ]     |
| Belgium Singles Chart (Flandra)        | 23             | [ 2 ]     |
| Belgium Singles Chart (Valonia)        | 29             | [ 2 ]     |
| Finland Single Chart                   | 17             | [ 2 ]     |
| France Single Chart                    | 11             | [ 2 ]     |
| German Singles Chart                   | 17             | [ 4 ]     |
| Netherlands Single Chart               | 9              | [ 2 ]     |
| New Zealand Singles Chart              | 4              | [ 2 ]     |
| Sweden Singles Chart                   | 6              | [ 2 ]     |
| Swiss Singles Chart                    | 11             | [ 2 ]     |
| UK Singles Chart                       | 6              | [ 5 ]     |
| U.S. Billboard Hot Airplay             | 36             | [ 6 ]     |
| U.S. Billboard Hot R&B/Hip-Hop Airplay | 3              | [ 7 ]     |
| U.S. Billboard Hot Dance Club Play     | 6              | [ 3 ]     |